# جزيرة المتاحف

صورة بنورامية لجزيرة المتاحف بـ برلين.

تطلق تسمية جزيرة المتاحف (بألمانيا: Museumsinsel)) على الجزء الشمالي من جزيرة في نهر شبريه في منطقة وسط برلين في ألمانيا. واتخذت هذا الاسم من مجمع مكون من خمسة متاحف مشهورة عالمياً، هي «متحف بوده»، «متحف برغامون»، «المتحف الحديث»، «المعرض الوطني للتراث» وأخيراً «المتحف القديم». وسادس سيفتتح في 2019 «هومبلدت فورم».
تعتبر جزيرة متاحف في برلين أكبر تجمع للمعارض الفنية في العالم، وقد ضمتها اليونسكو في العام 1999 إلى لائحة التراث الإنساني. وتحتوي متاحف هذه الجزيرة على تراث لأجيال وعصور متعاقبة يزيد عمرها على 6000 سنة.
من أشهر معروضات متحف برلين تمثال نفرتيتي.

## صور من جزيرة المتاحف برلين

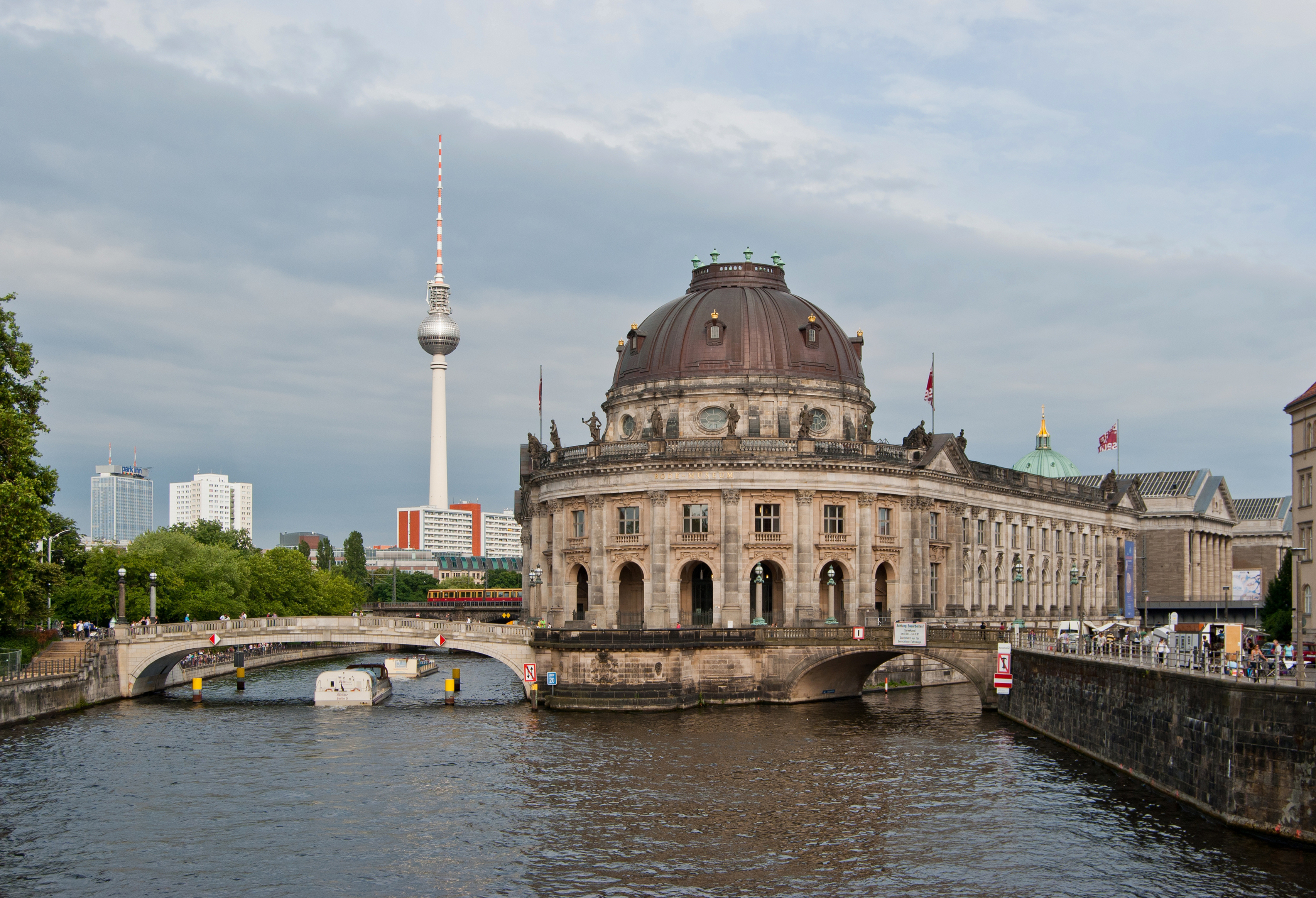
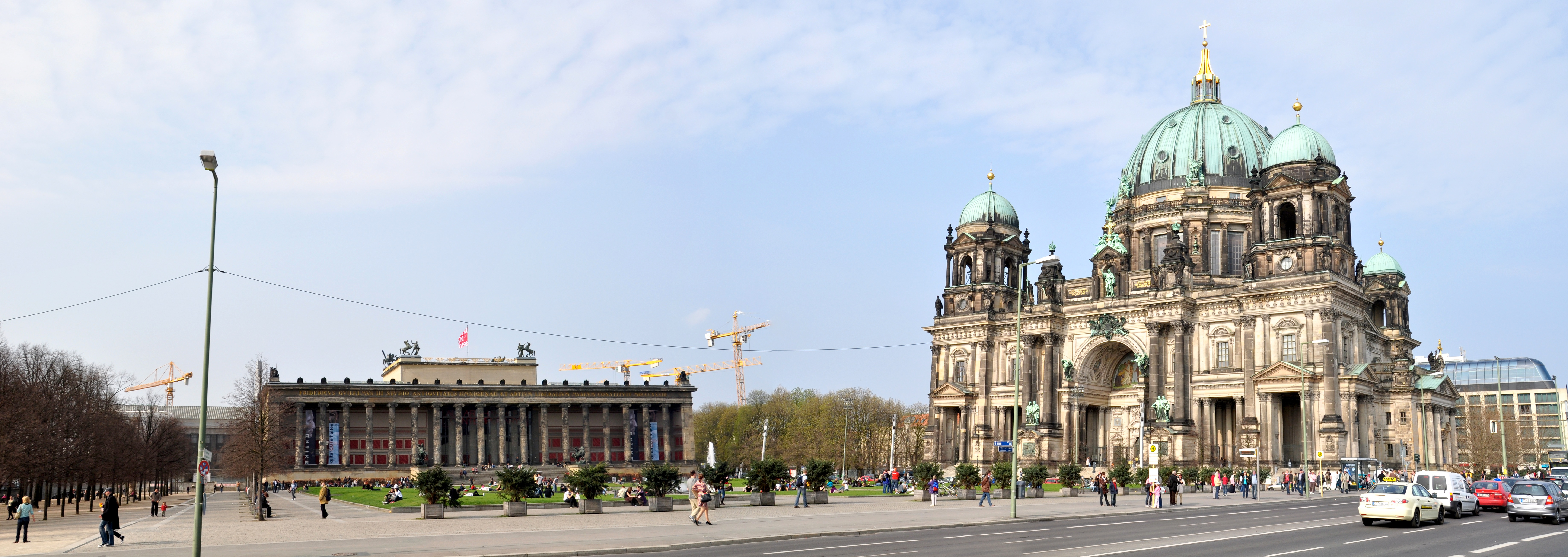
المتحف القديم وكتدرائية برلين
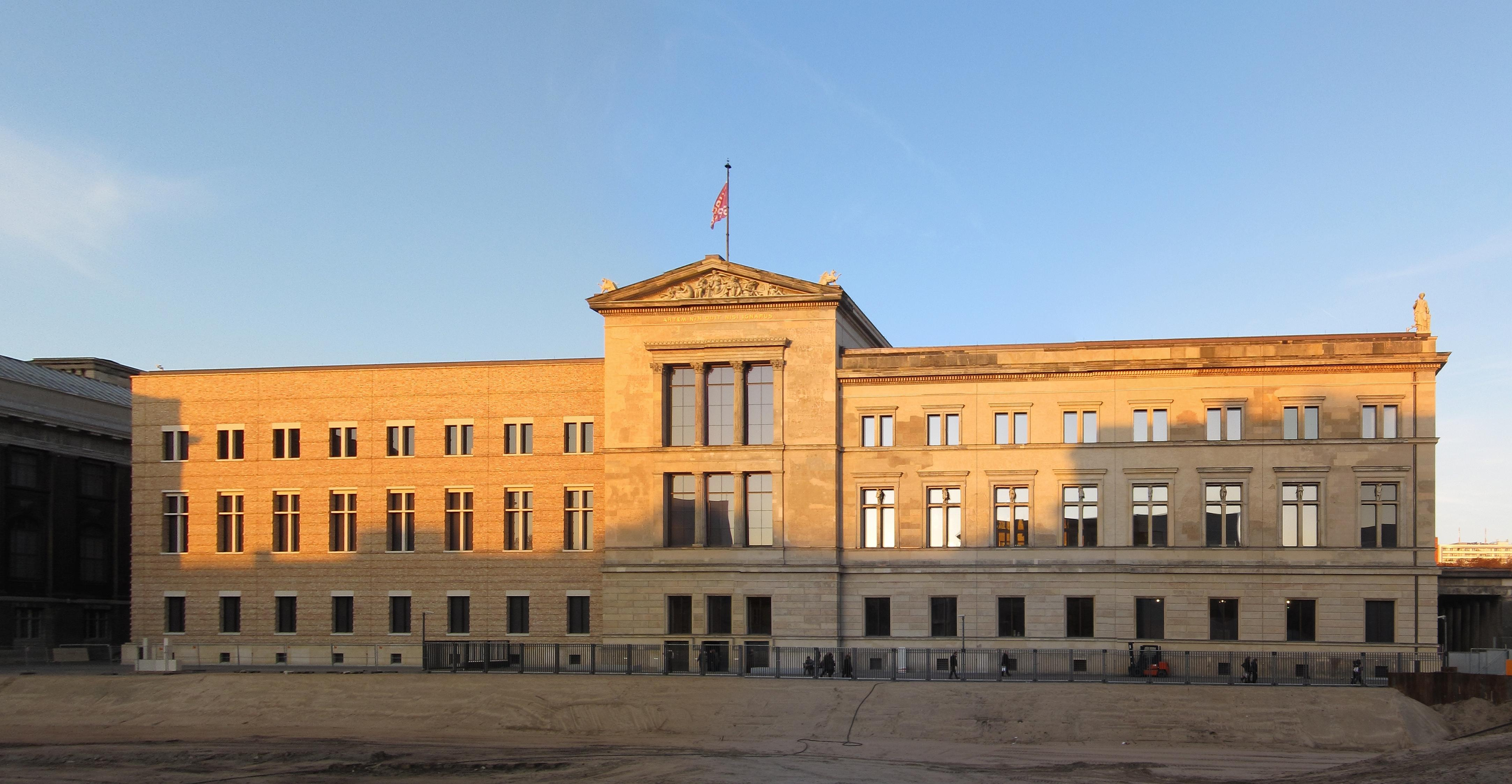
متحف برلين الجديد
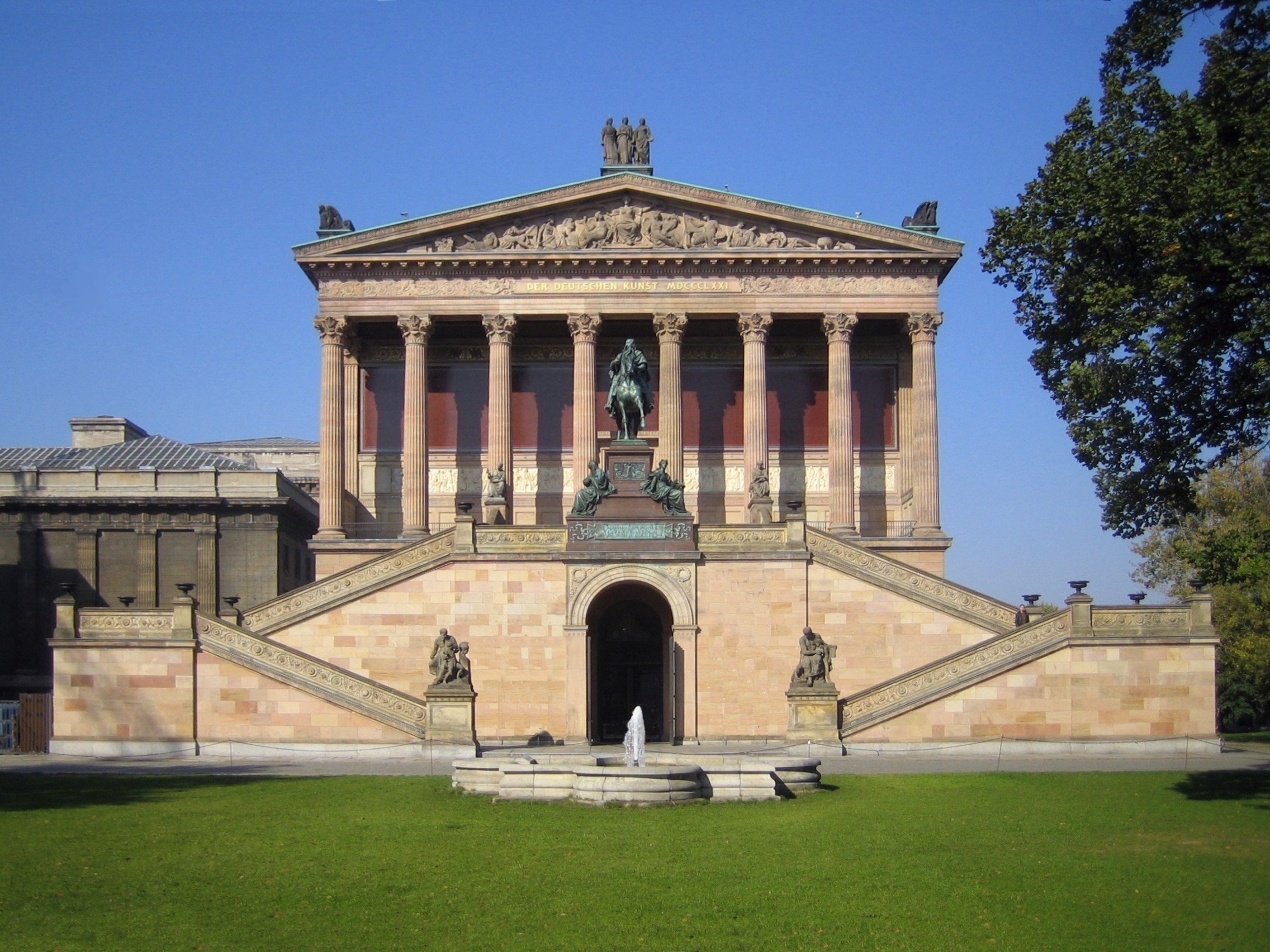
المعرض الوطني القديم
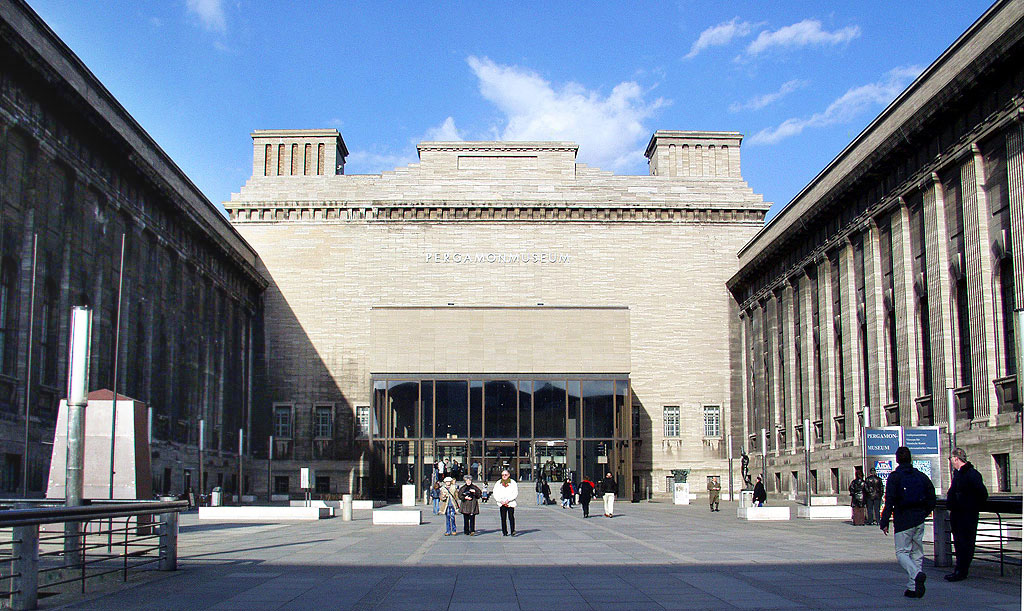
متحف برغامون
بنورامية يظهر فيها نهر شبريه
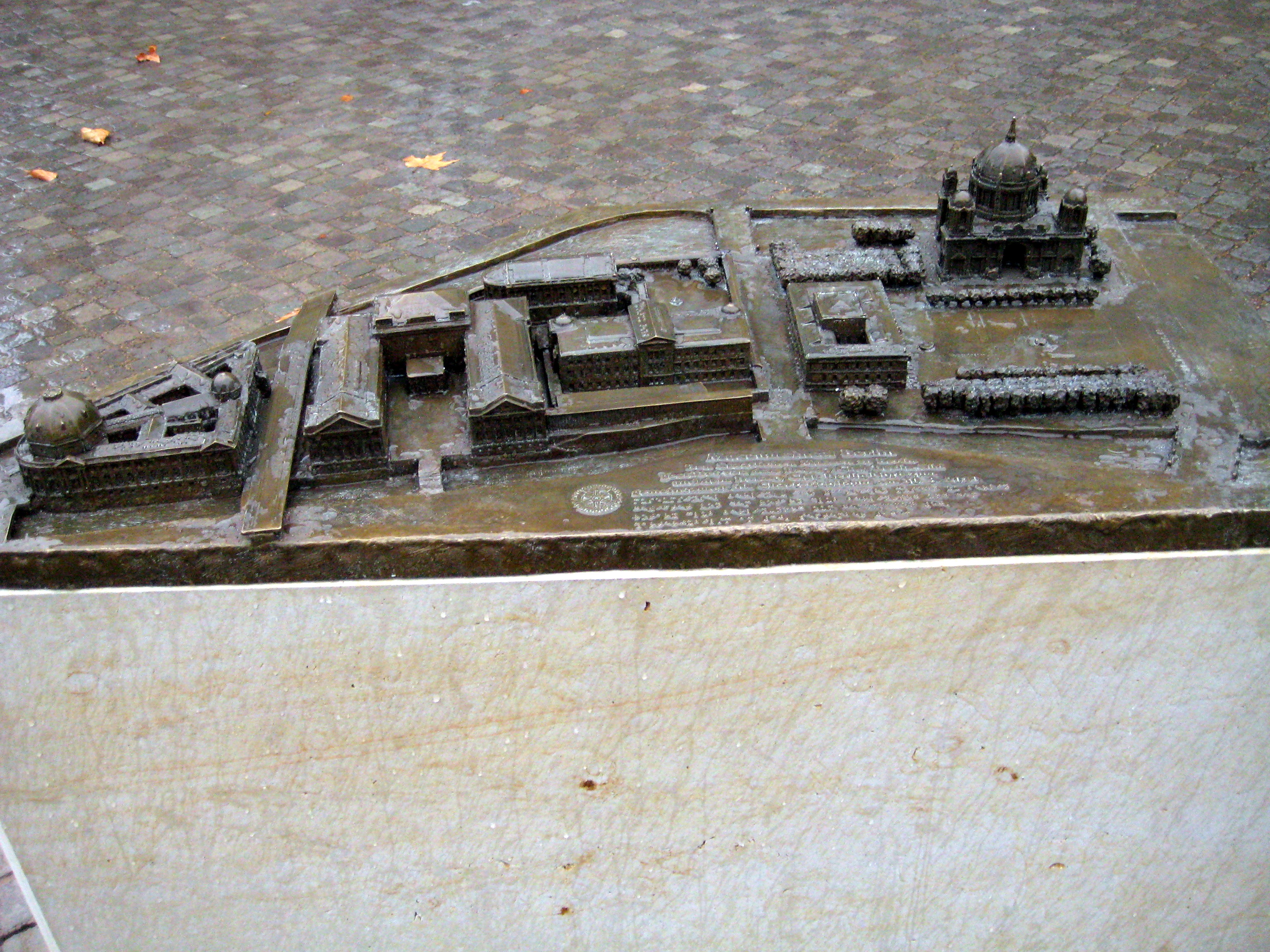
نموذج مجسم
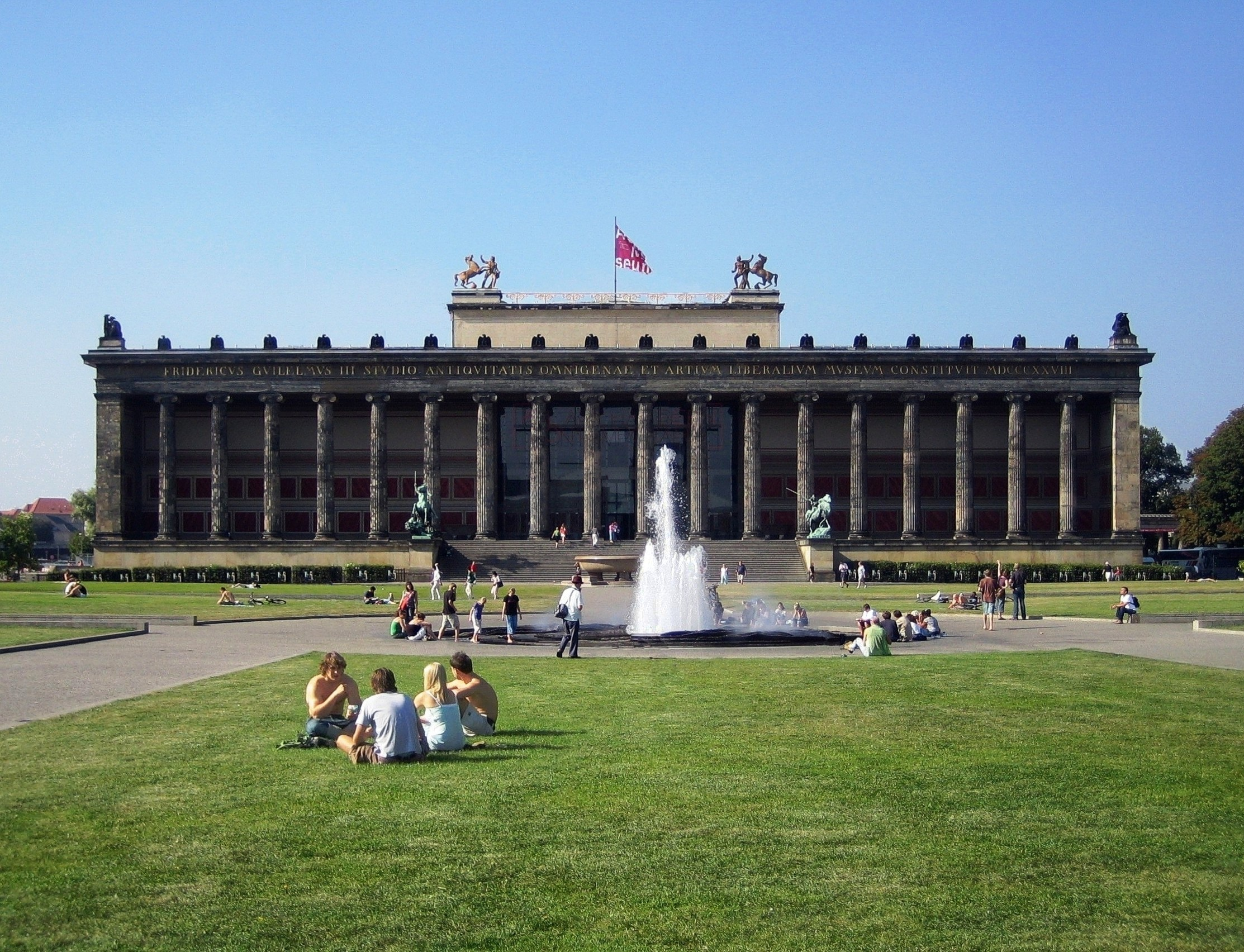
المتحف القديم
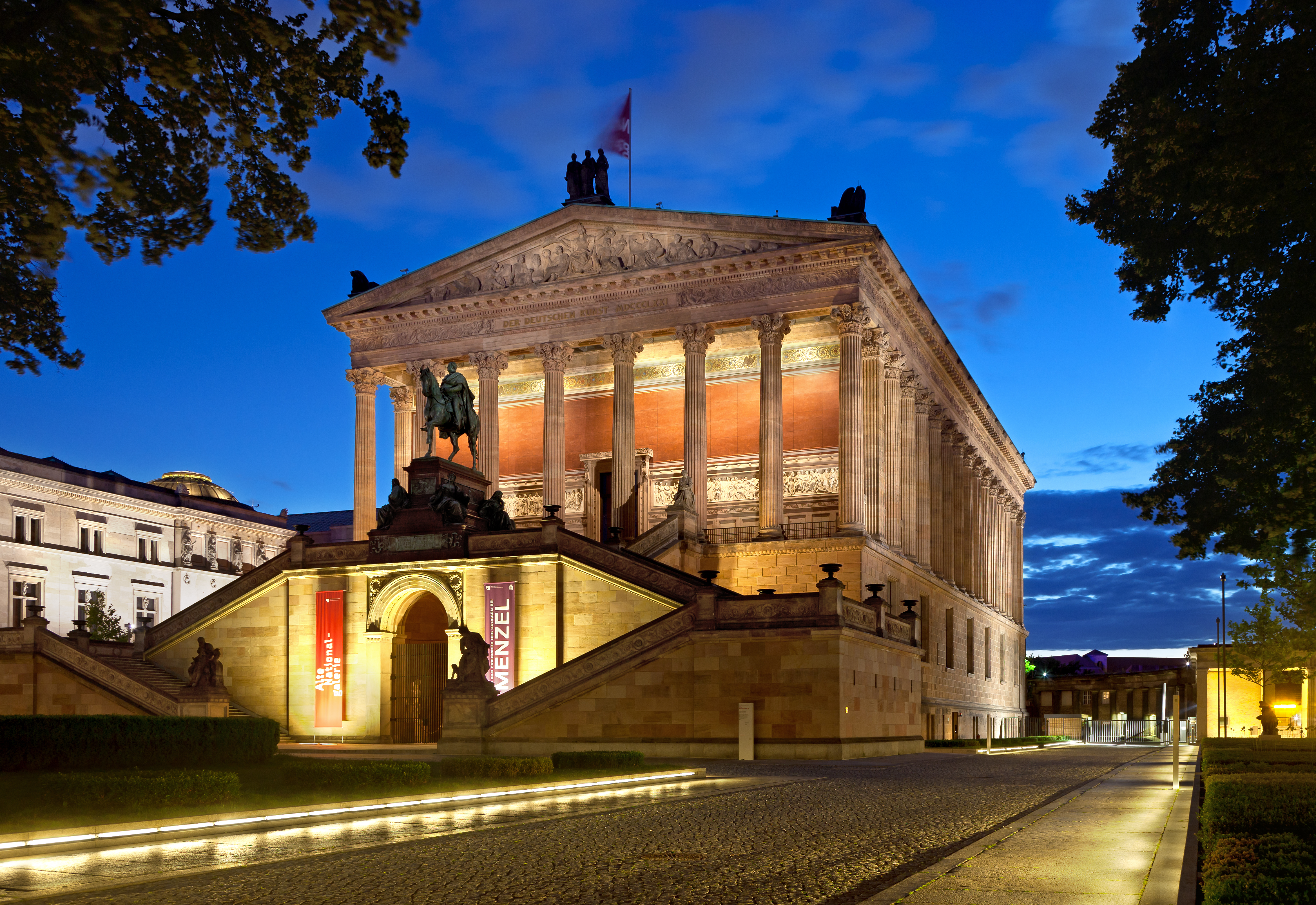
المعرض الوطني القديم
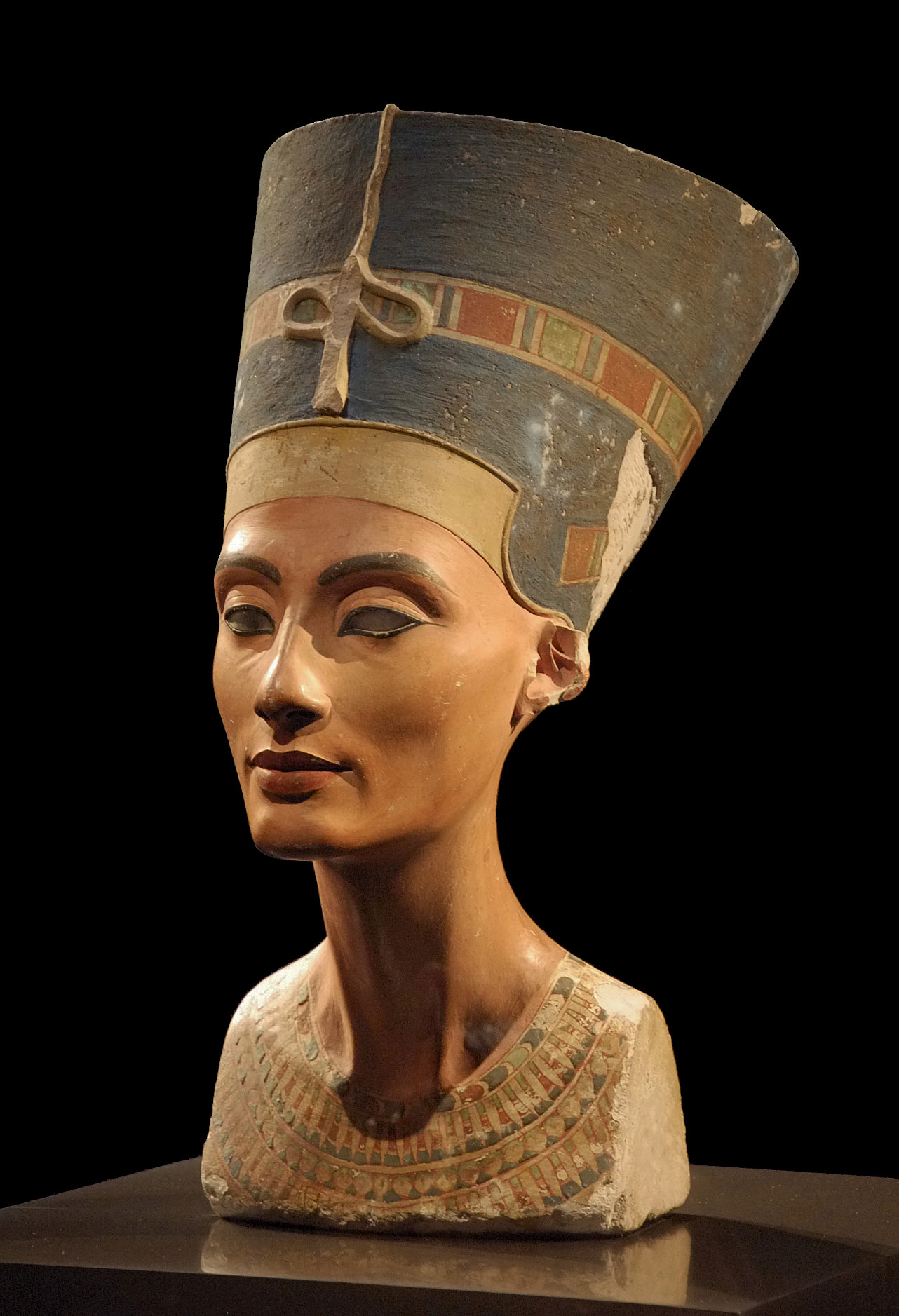
تمثال نفرتيتي
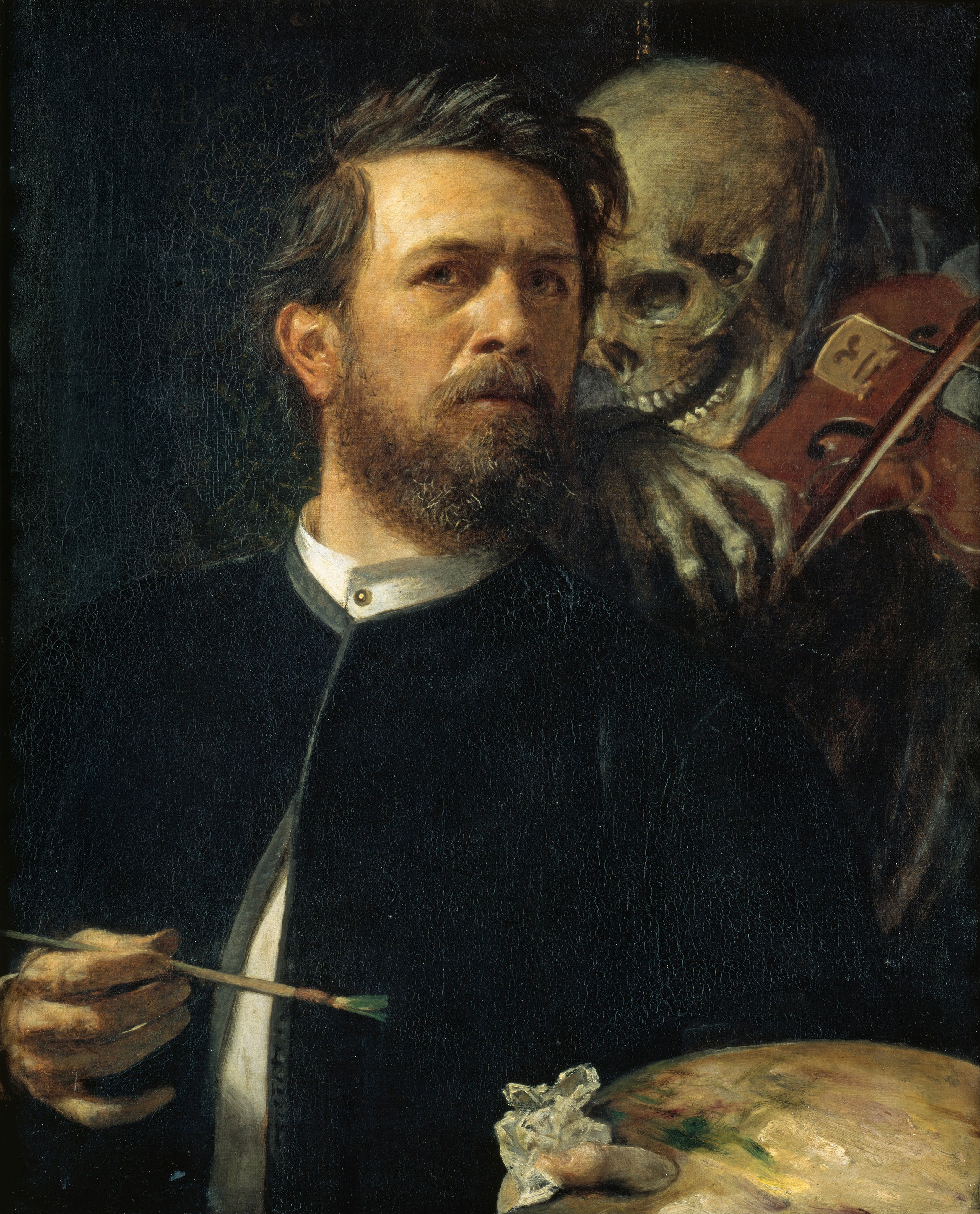
بورترية شخصية مع الموت وهو يعزف على الكمان بريشة أرنولد بوكلين.
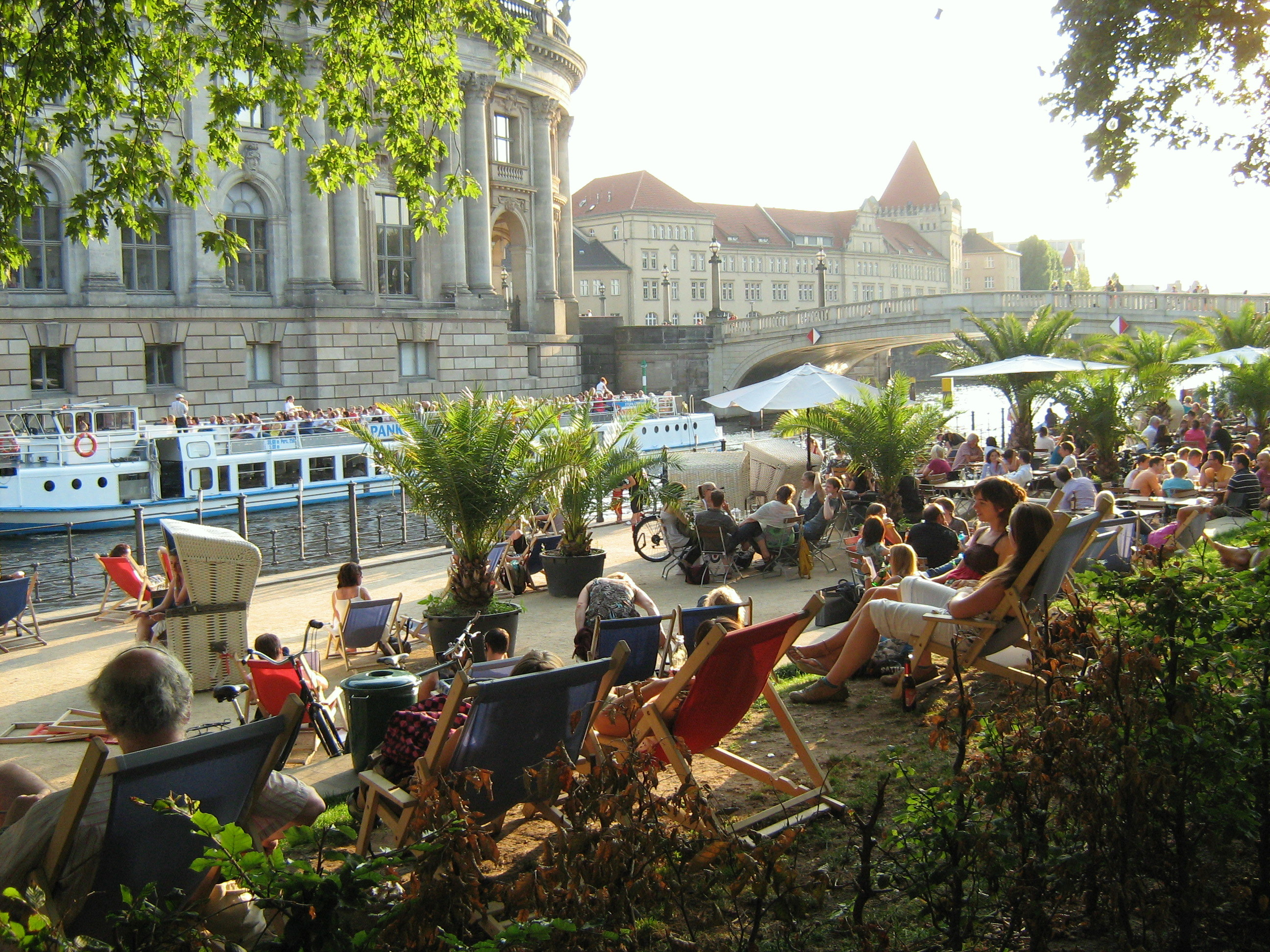
ساحل نهر "شبري" المطل على جزيرة المتاحف.
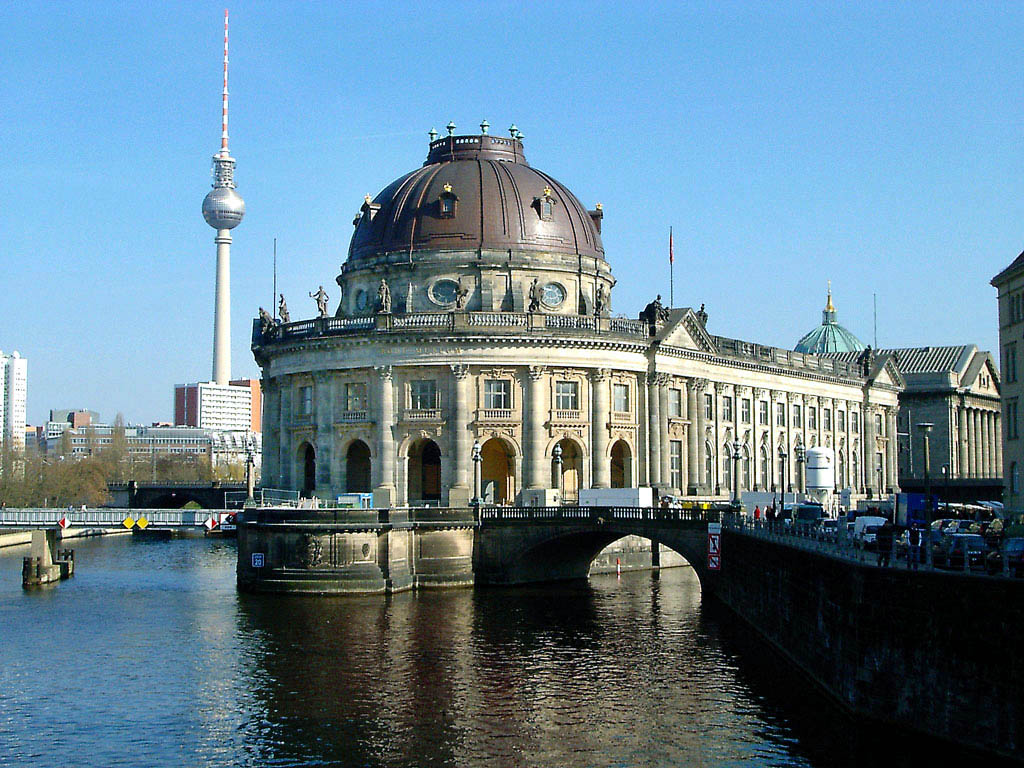
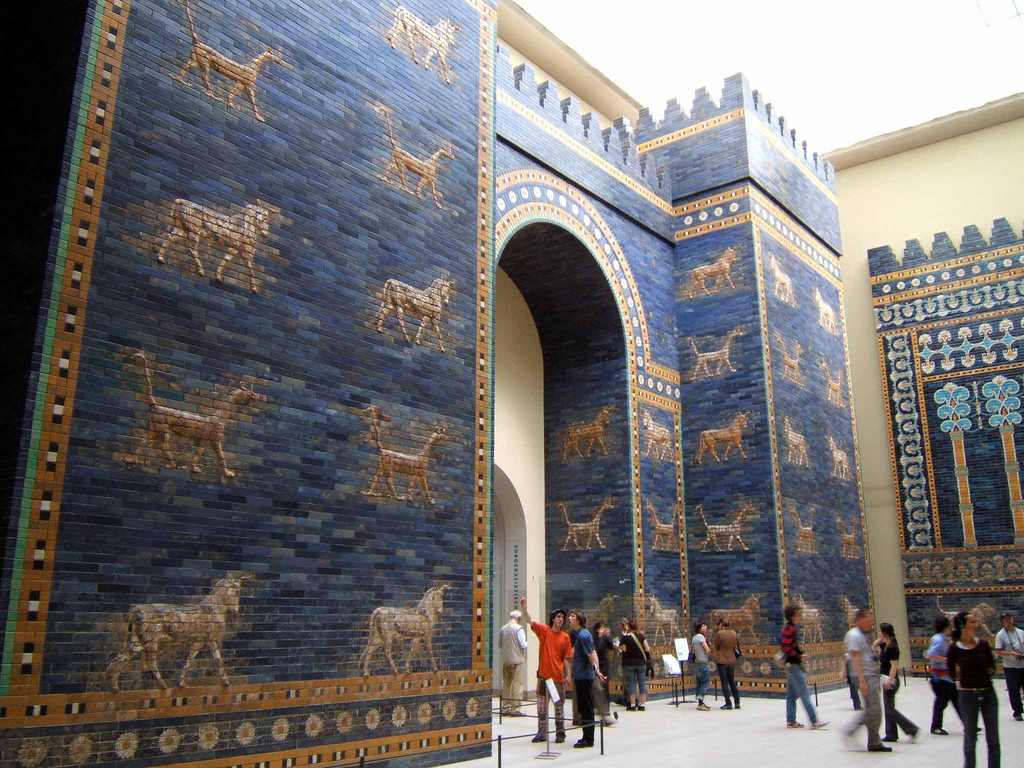
بوابة عشتار البابلية